# Hamish Schreurs
Hamish Schreurs (Christchurch, 23 de gener del 1994) és un ciclista neozelandès que actualment milita a l'equip Israel Cycling Academy.

## Palmarès
- 2011
  - Vencedor d'una etapa del Tour de Vineyards
- 2014
  - Vencedor d'una etapa del Tour de Vineyards
- 2015
  -  Campió de Nova Zelanda sub-23 en ruta
  - 1r a la Ruta bretona
- 2016
  -  Campió de Nova Zelanda sub-23 en ruta
  - 1r a la Carpathia Couriers Path i vencedor de 2 etapes